# Fressain
Fressain est une commune française située dans le département du Nord (59), en région Hauts-de-France.

## Géographie

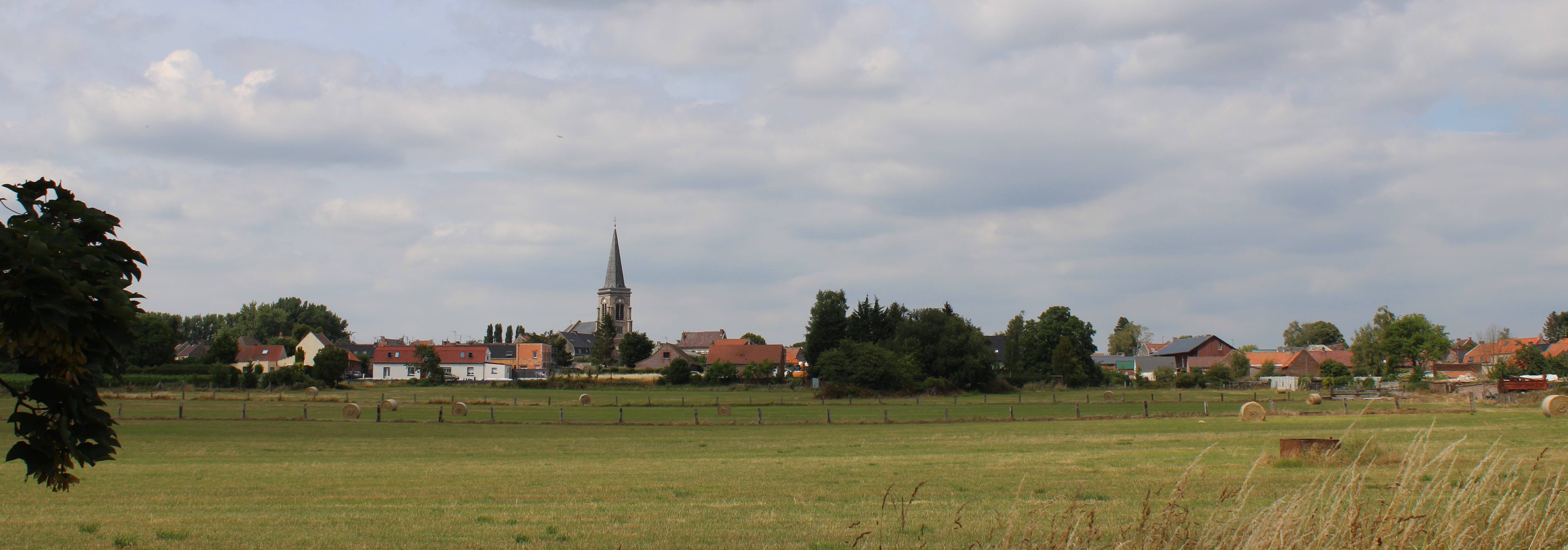
Panorama du village depuis la route d'Aubigny-au-Bac.

### Communes limitrophes

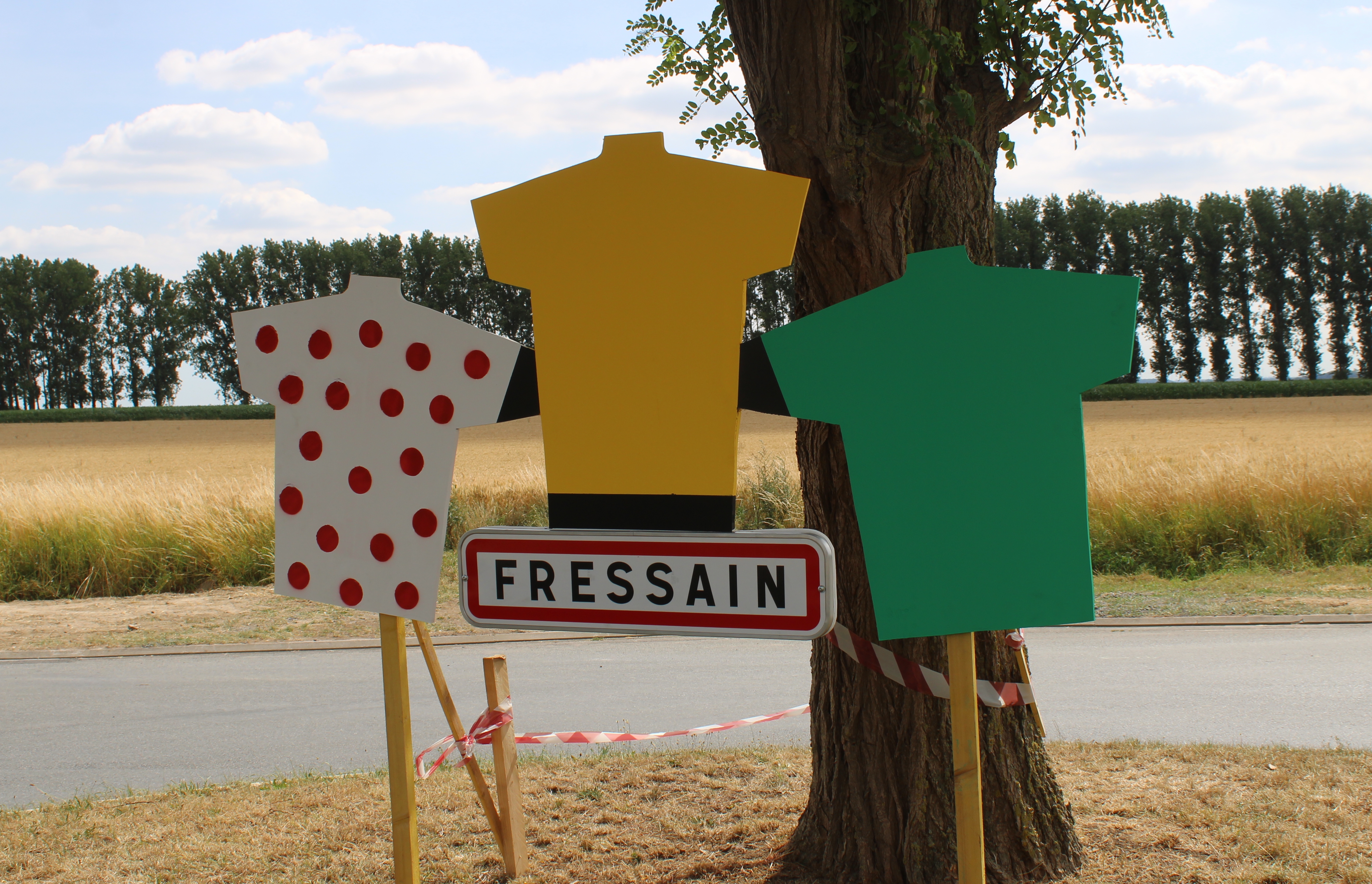
Entrée du village spéciale Tour de France le 6 juillet 2022.

| Villers-au-Tertre |          | Monchecourt        |
| Bugnicourt        | Fressain | Marcq-en-Ostrevent |
| Aubigny-au-Bac    |          | Féchain            |

### Hydrographie
La commune est située dans le bassin Artois-Picardie. Elle n'est drainée par aucun cours d'eau,.

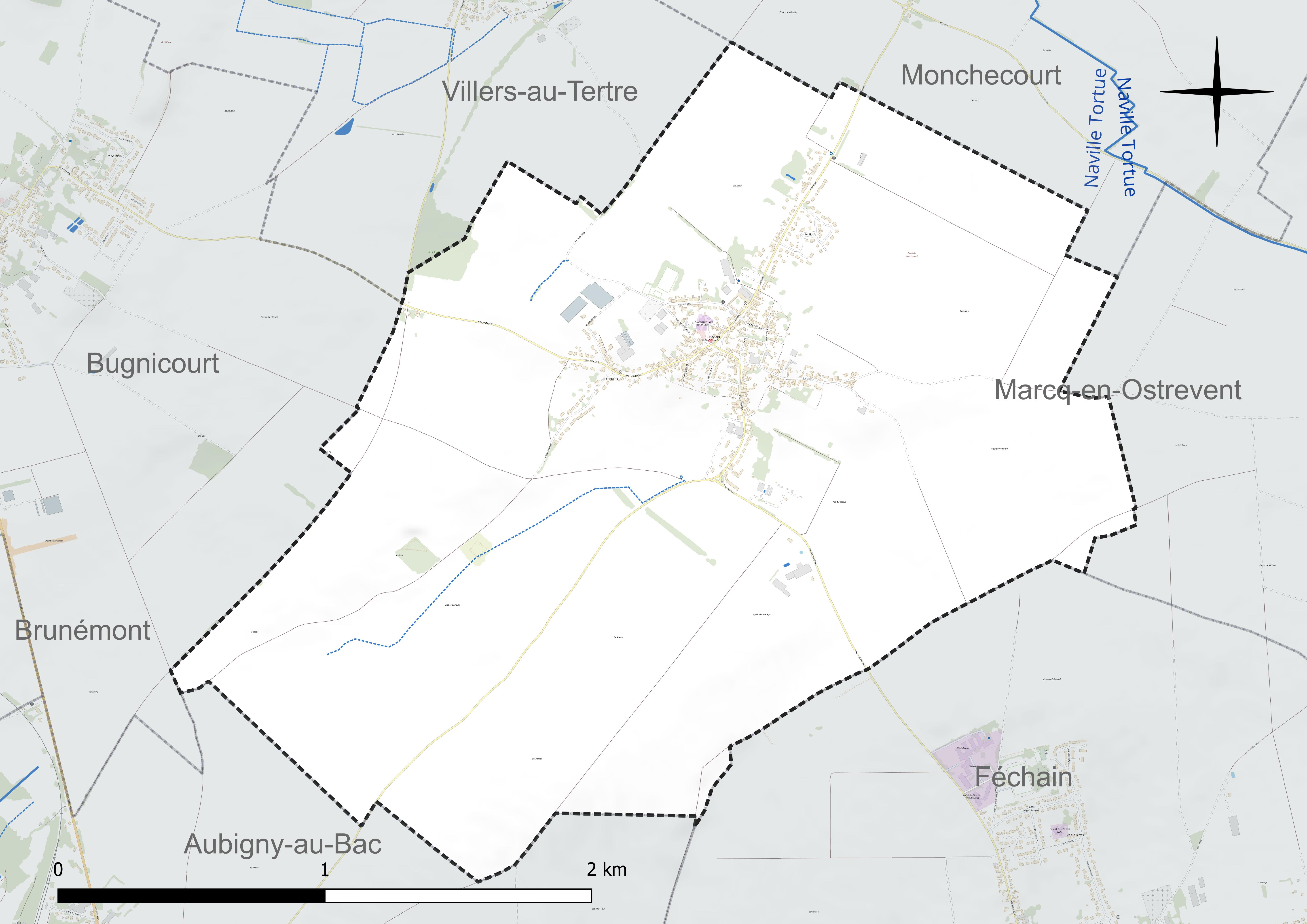
Réseau hydrographique de Fressain.

### Climat
Pour des articles plus généraux, voir Climat des Hauts-de-France et Climat du Nord.
En 2010, le climat de la commune est de type climat océanique dégradé des plaines du Centre et du Nord, selon une étude du CNRS s'appuyant sur une série de données couvrant la période 1971-2000. En 2020, Météo-France publie une typologie des climats de la France métropolitaine dans laquelle la commune est exposée à un climat océanique et est dans la région climatique  Nord-est du bassin Parisien, caractérisée par un ensoleillement médiocre, une pluviométrie moyenne régulièrement répartie au cours de l'année et un hiver froid (3 °C). 
Pour la période 1971-2000, la température annuelle moyenne est de 10,3 °C, avec une amplitude thermique annuelle de 14,8 °C. Le cumul annuel moyen de précipitations est de 721 mm, avec 11 jours de précipitations en janvier et 9,2 jours en juillet. Pour la période 1991-2020, la température moyenne annuelle observée sur la station météorologique la plus proche, située sur la commune de Douai à 12 km à vol d'oiseau, est de 11,0 °C et le cumul annuel moyen de précipitations est de 729,2 mm,. Pour l'avenir, les paramètres climatiques de la commune estimés pour 2050 selon différents scénarios d'émission de gaz à effet de serre sont consultables sur un site dédié publié par Météo-France en novembre 2022.

## Urbanisme

### Typologie
Au 1er janvier 2024, Fressain est catégorisée bourg rural, selon la nouvelle grille communale de densité à sept niveaux définie par l'Insee en 2022.
Elle est située hors unité urbaine. Par ailleurs la commune fait partie de l'aire d'attraction de Douai, dont elle est une commune de la couronne,. Cette aire, qui regroupe 61 communes, est catégorisée dans les aires de 50 000 à moins de 200 000 habitants,.

### Occupation des sols
L'occupation des sols de la commune, telle qu'elle ressort de la base de données européenne d'occupation biophysique des sols Corine Land Cover (CLC), est marquée par l'importance des territoires agricoles (91,2 % en 2018), une proportion identique à celle de 1990 (91,2 %). La répartition détaillée en 2018 est la suivante : 
terres arables (91,2 %), zones urbanisées (8,8 %). L'évolution de l'occupation des sols de la commune et de ses infrastructures peut être observée sur les différentes représentations cartographiques du territoire : la carte de Cassini (XVIIIe siècle), la carte d'état-major (1820-1866) et les cartes ou photos aériennes de l'IGN pour la période actuelle (1950 à aujourd'hui).

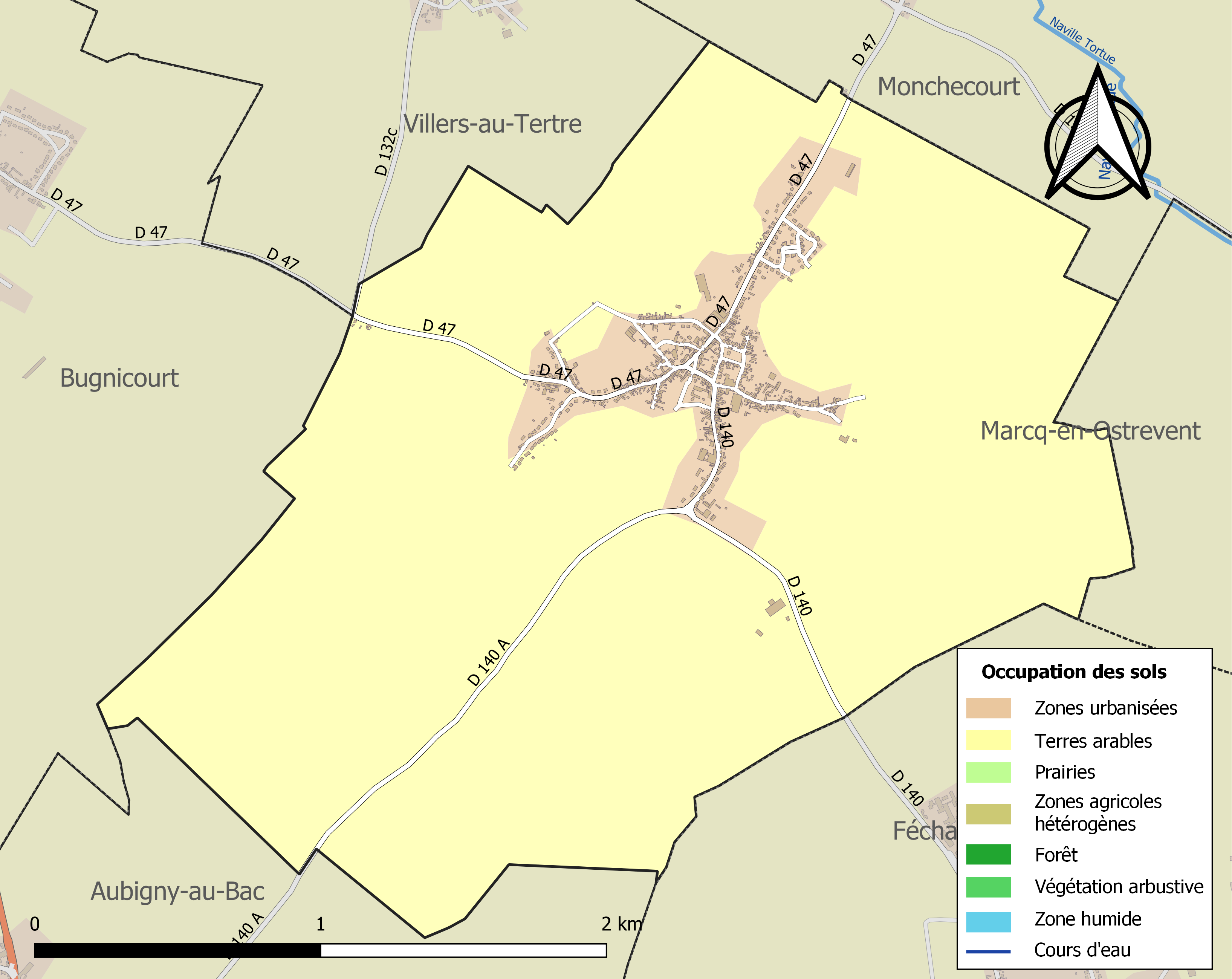
Carte des infrastructures et de l'occupation des sols de la commune en 2018 (CLC).

### Voies de communication et transports
La commune est desservie par les lignes 20 et 119 du réseau de transport Évéole.

## Histoire
L'origine du nom de Fressain proviendrait du nom d'un homme ou d'un peuple germanique "franc libre".
L'archéologie dévoile sur le territoire des objets préhistoriques et gallo-romains ainsi qu'une voie romaine reliant Bouchain à Arras. Il n'y a pas de certitude qu'un village existe à ces époque. Le premier édifice attesté est une chapelle seigneuriale du IXe siècle. Fressain n'est mentionné pour la première fois qu'en 1096 sous le nom de Fressaing. 
L'église dépend du chapitre Saint-Amé de Douai et le reste du territoire appartient à la famille d'Auberchicourt. La Seigneurie passe successivement aux familles de Lallaing, de Grave et de Sainte Aldegonde-Noircarmes. Depuis 1500, tous les seigneurs versent une rente à l'abbaye d'Anchin.

## Héraldique
|  | Les armes de Fressain se blasonnent ainsi :"De gueules à dix losanges accolées et aboutées d'argent, 3, 3, 3 et 1 " . |

## Politique et administration

### Tendances politiques et résultats
Lors du premier tour des élections municipales le 15 mars 2020, quinze sièges sont à pourvoir ; on dénombre 674 inscrits, dont 343 votants (50,89 %), 2 votes blancs (0,58 %) et 328 suffrages exprimés (95,63 %). Tous les sièges sont pourvus au premier tour,. Le maire Didier Tassel ne se représentait pas. Éric Silvain est élu maire à l'unanimité le 24 mai 2020.

### Liste des maires
| Identité                                                                | Période         | Période                                   | Durée                     | Étiquette   |
| Identité                                                                | Début           | Fin                                       | Durée                     | Étiquette   |
| ----------------------------------------------------------------------- | --------------- | ----------------------------------------- | ------------------------- | ----------- |
| Par intérim : Pierre Joseph Pollart (d) (8 juillet 1752 - 29 mars 1806) | 20 juin 1800    | 31 juillet 1800                           | 1 mois et 11 jours        |             |
| Pierre Joseph Pollart (d) (8 juillet 1752 - 29 mars 1806)               | 31 juillet 1800 | 29 mars 1806 (mort en cours de mandat)    | 5 ans, 7 mois et 26 jours |             |
| Par intérim : Alexandre Déprez (d) (6 mars 1769 - 15 juillet 1830)      | 29 mars 1806    | avril 1806                                | 1 mois                    |             |
| Alexandre Déprez (d) (6 mars 1769 - 15 juillet 1830)                    | mai 1806        | 19 mars 1813                              | 6 ans et 10 mois          |             |
| Jean-Baptiste Lanvin (d) (27 décembre 1782 - 30 juillet 1851)           | 21 avril 1813   | 30 juillet 1851 (mort en cours de mandat) | 38 ans, 3 mois et 9 jours |             |
| Auguste-Constant Lanvin (d) (3 mai 1821 - 11 juin 1900)                 | 1851            | 11 juin 1900 (mort en cours de mandat)    | 49 ans                    |             |
| Ernest Lanvin (d) (1er juin 1862 - 30 avril 1926)                       | 1900            | 30 avril 1926 (mort en cours de mandat)   | 26 ans                    |             |
| Albert Lanvin (d) (4 juin 1892 - 18 octobre 1968)                       | 1926            | 18 octobre 1968 (mort en cours de mandat) | 42 ans                    |             |
| Paul Lanvin (d) (5 août 1920 - 29 mai 1994)                             | janvier 1969    | 1993                                      | 24 ans                    |             |
| Richard Villette (d) (13 juillet 1947 - 25 juillet 1999)                | 1993            | 25 juillet 1999 (mort en cours de mandat) | 6 ans                     |             |
| Didier Tassel (d), (11 août 1950 - 19 février 2022)                     | septembre 1999  | 24 mai 2020                               | 20 ans et 8 mois          |             |
| Éric Silvain (d), (né le 25 novembre 1979)                              | 24 mai 2020     | En cours                                  | 4 ans, 9 mois et 18 jours | indépendant |

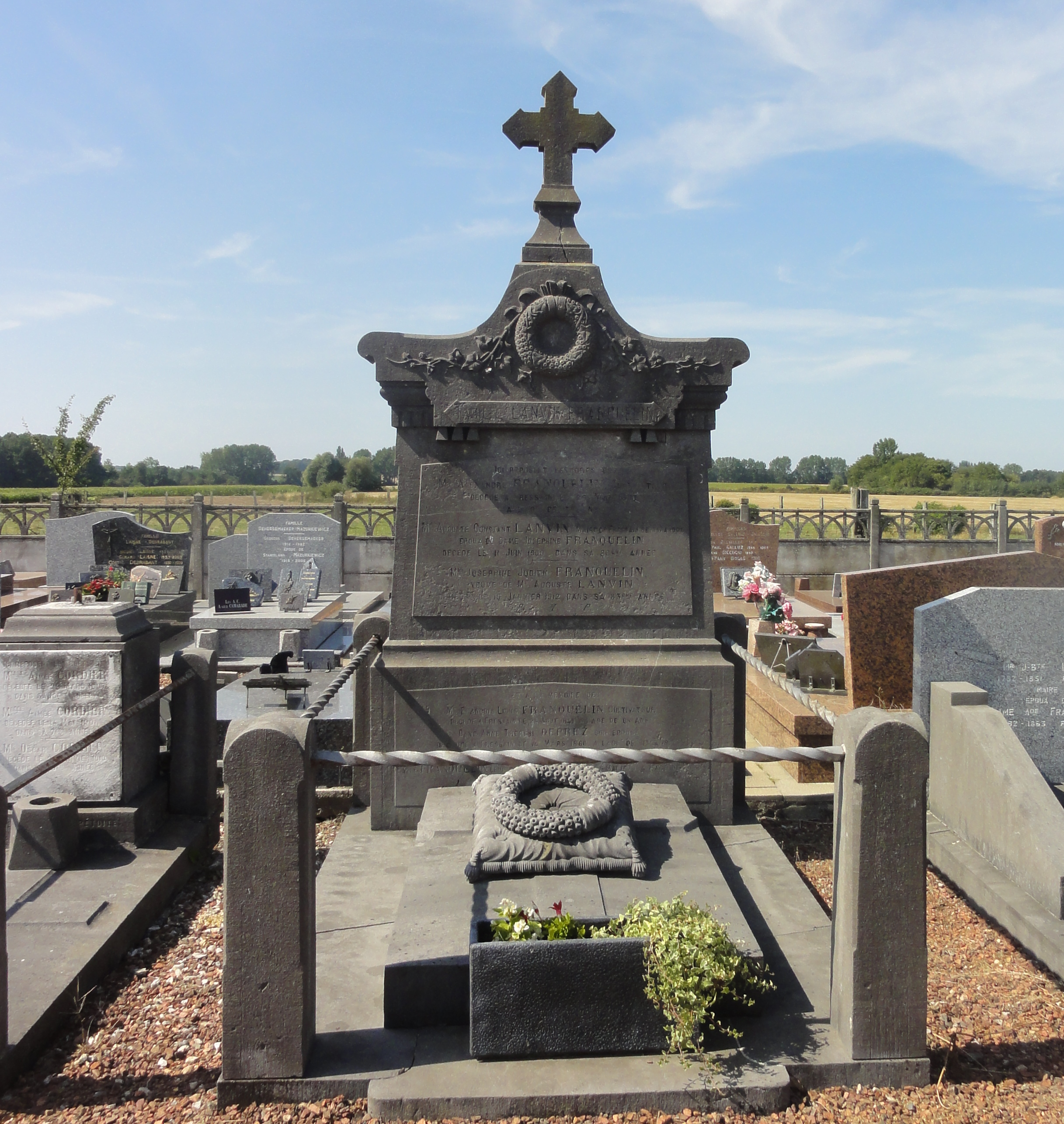
Tombe d'Auguste-Constant Lanvin.
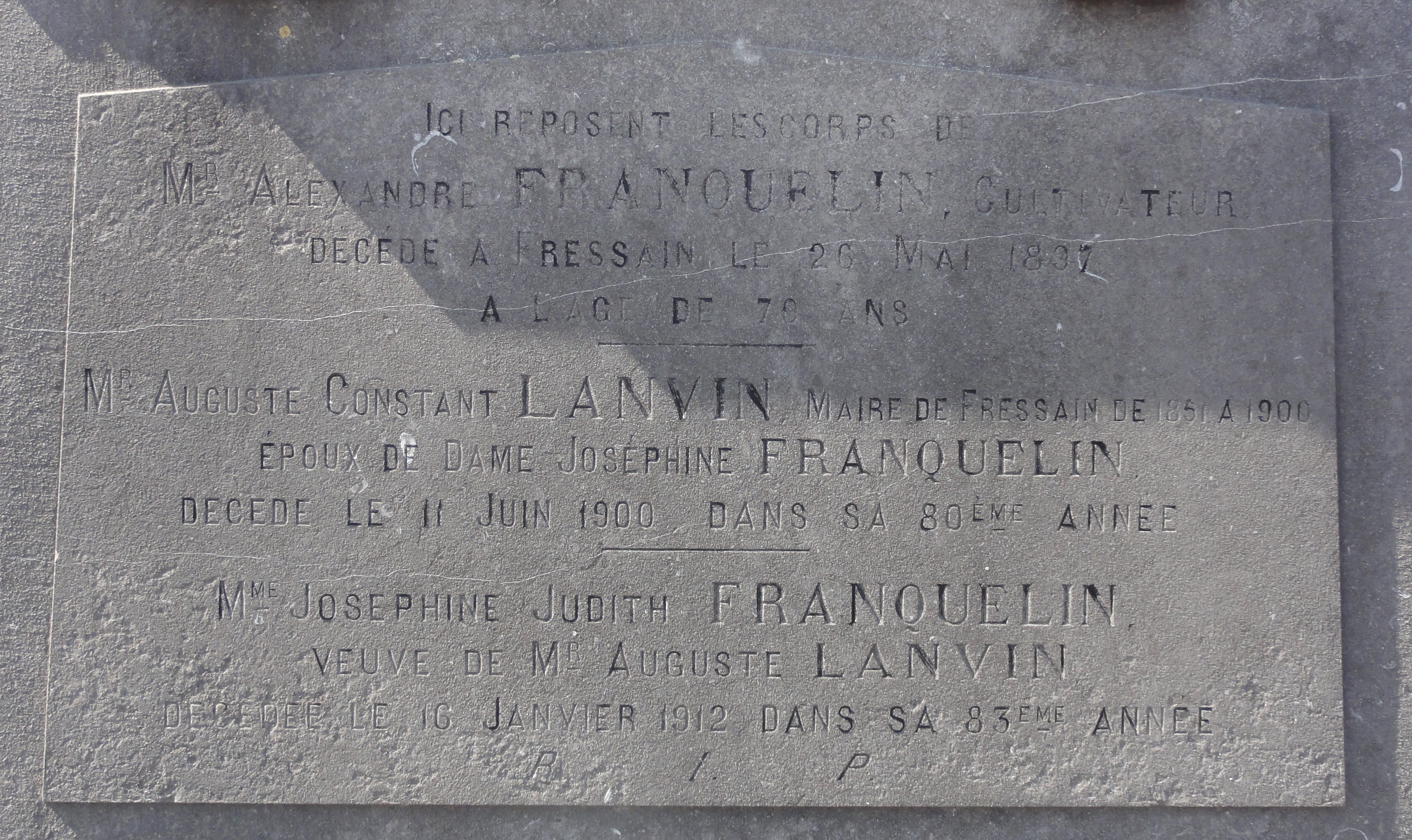
Auguste-Constant Lanvin.
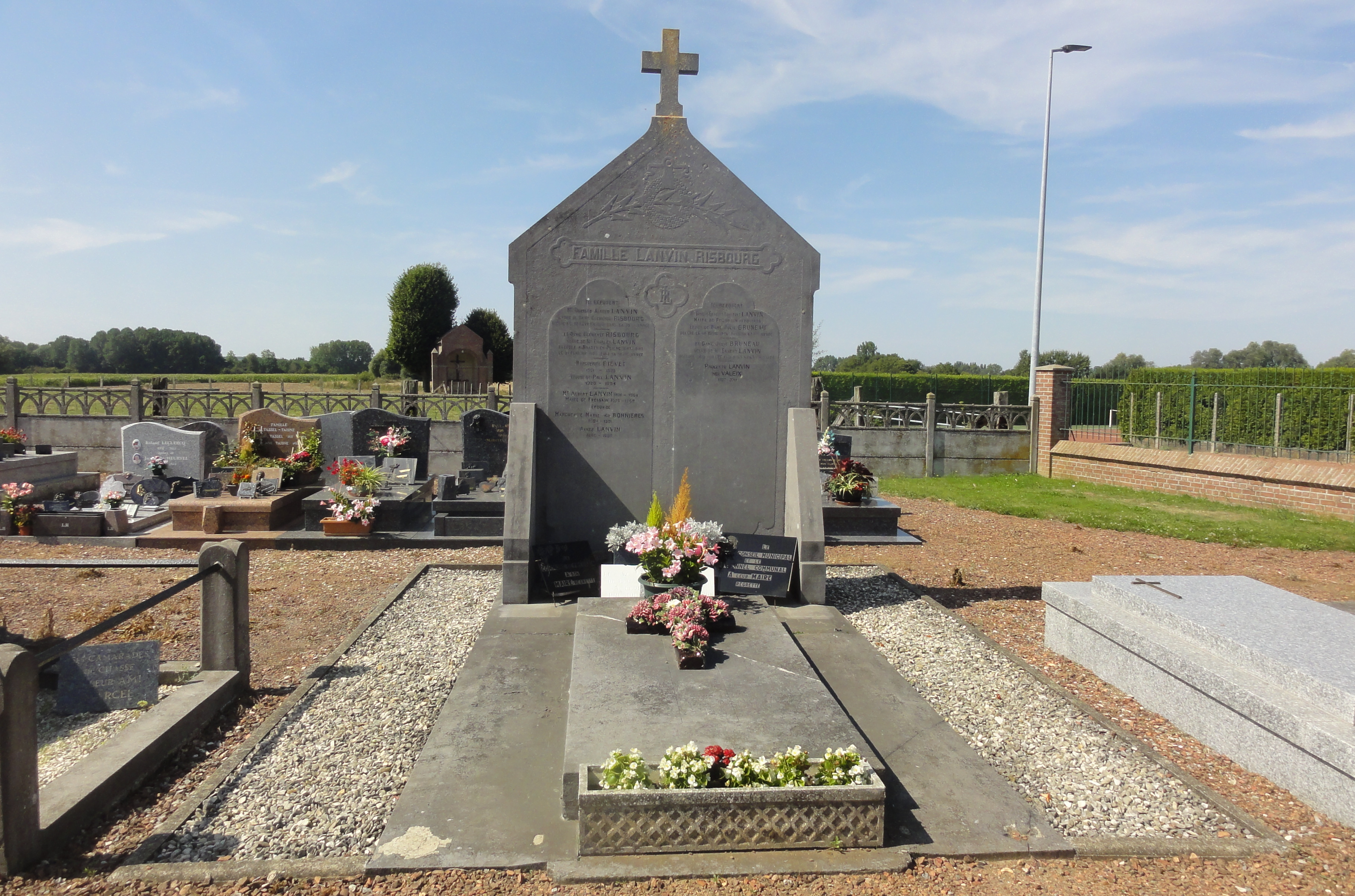
Tombe d'Ernest et Albert Lanvin.
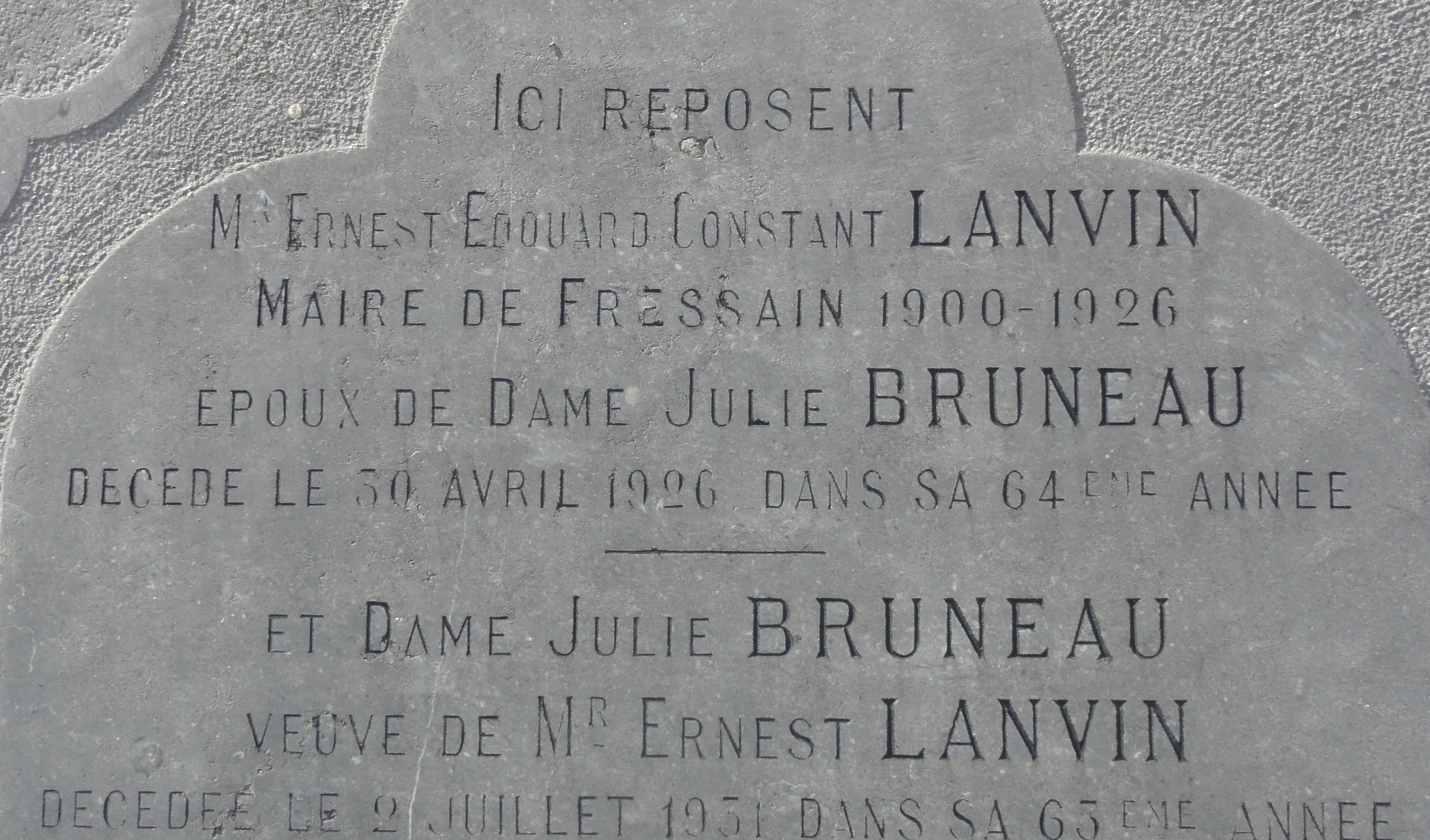
Ernest Lanvin.
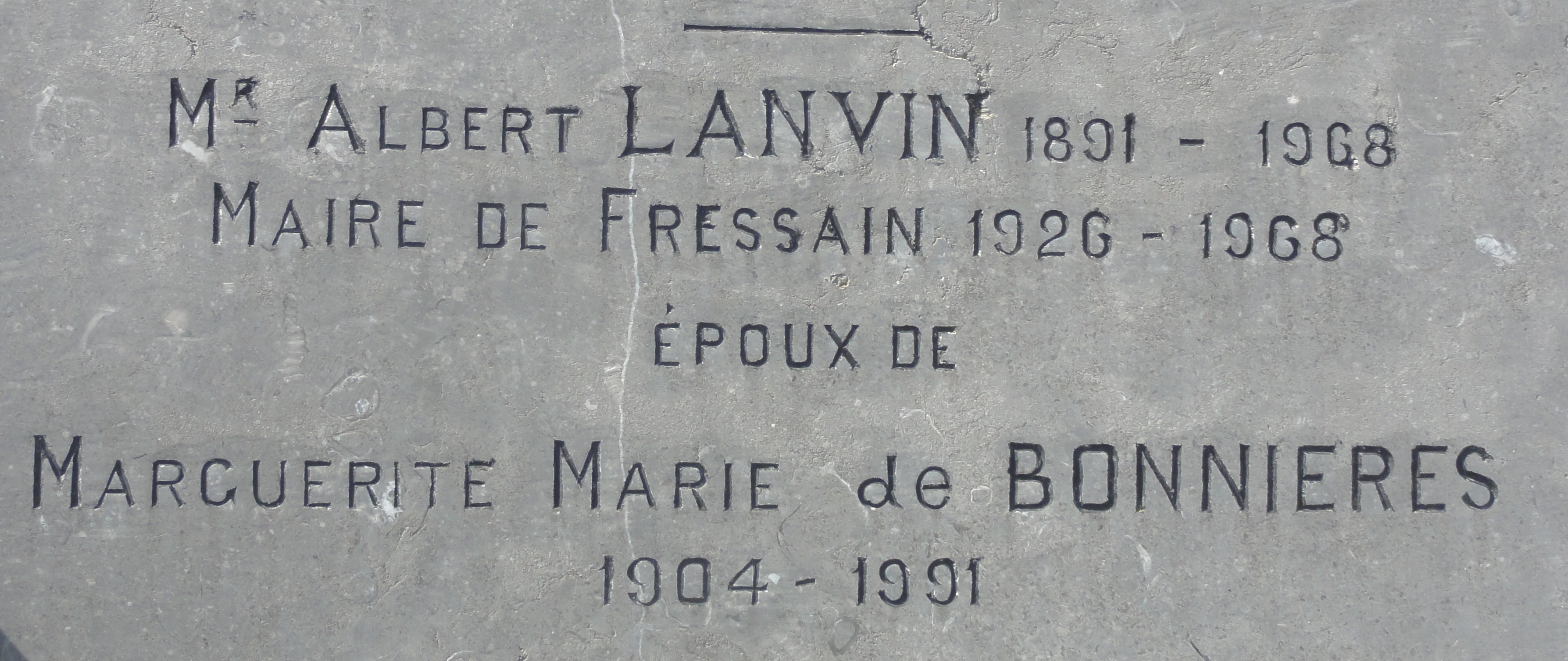
Albert Lanvin.
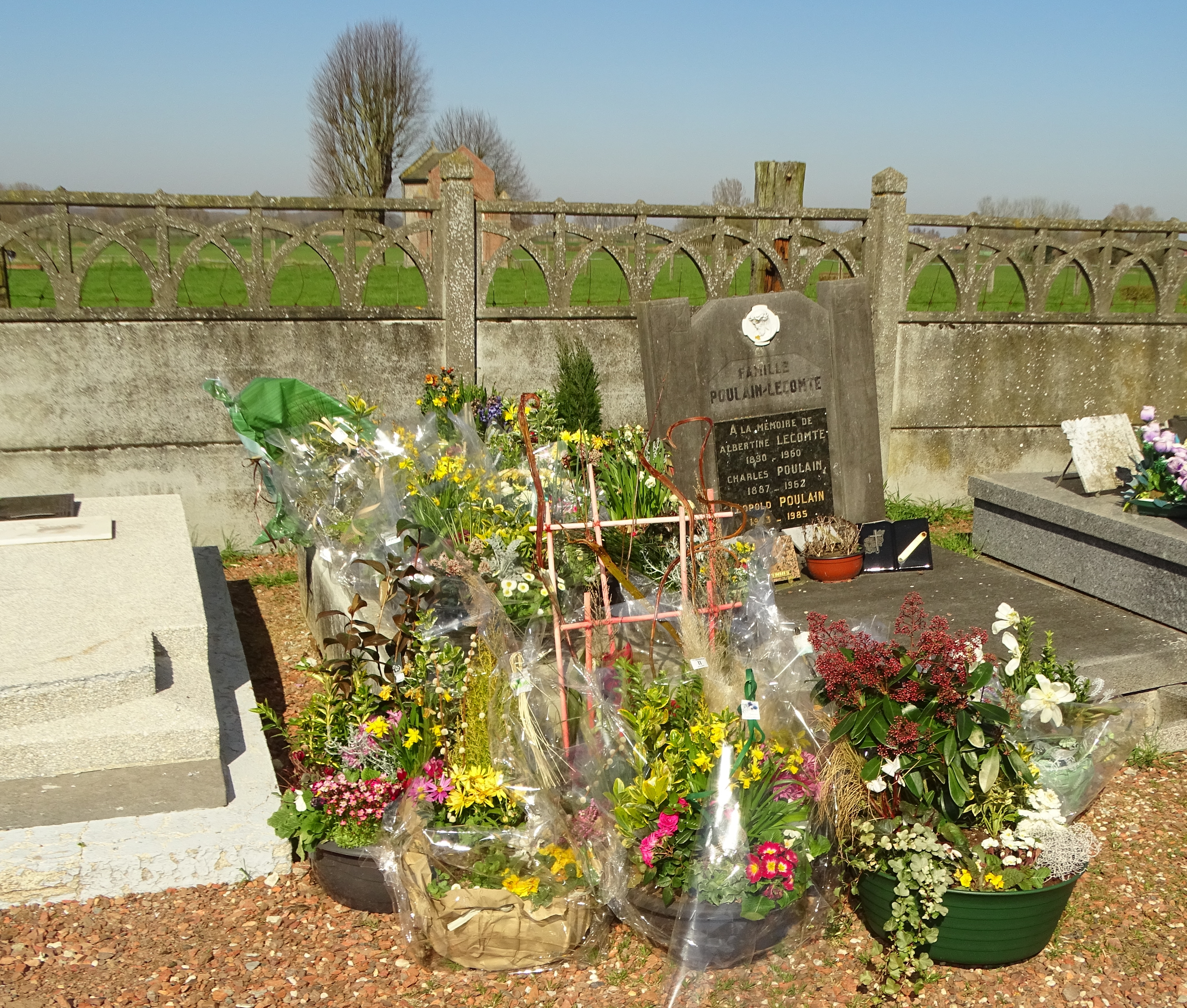
Tombe de Didier Tassel.
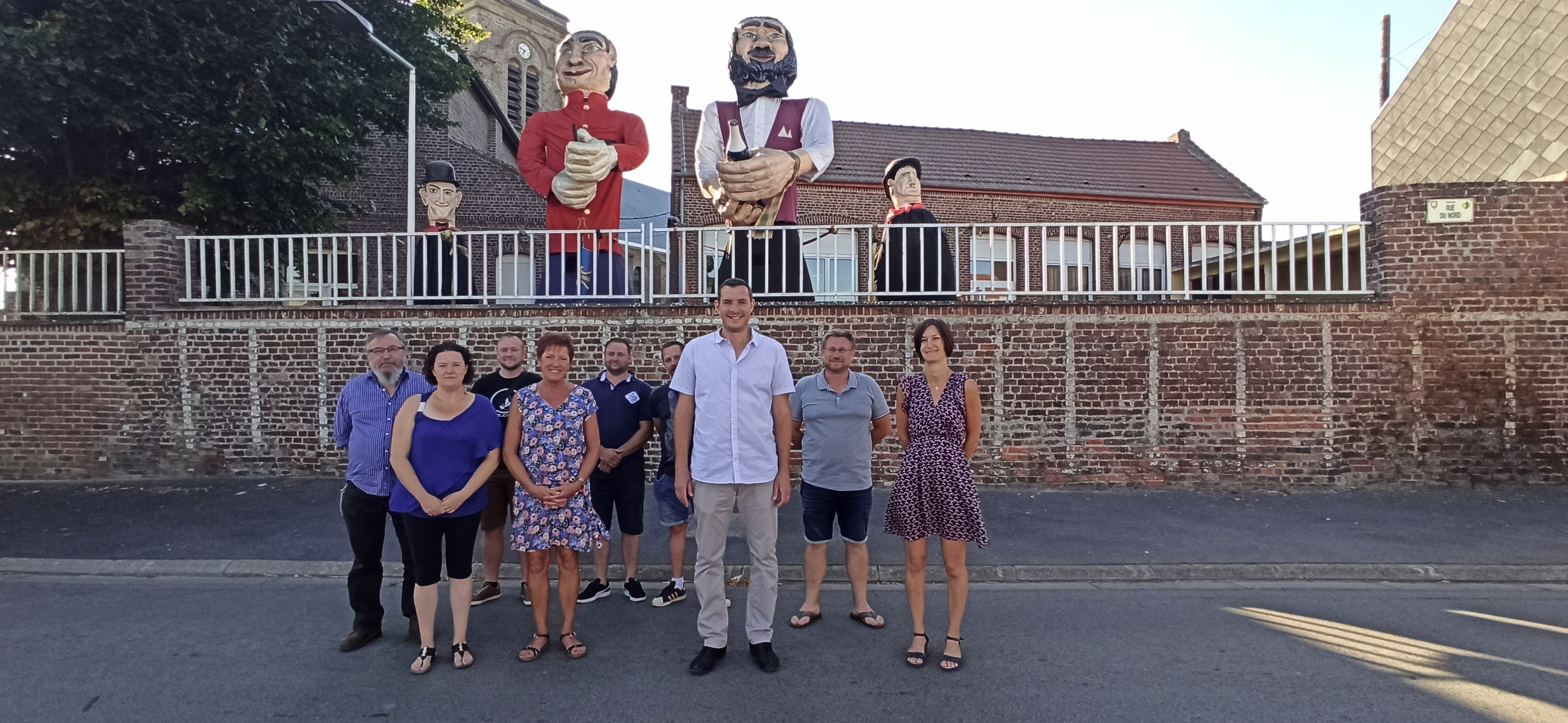
Éric Silvain et des membres de son équipe du conseil municipal lors des festivités du 14 juillet à Fressain.
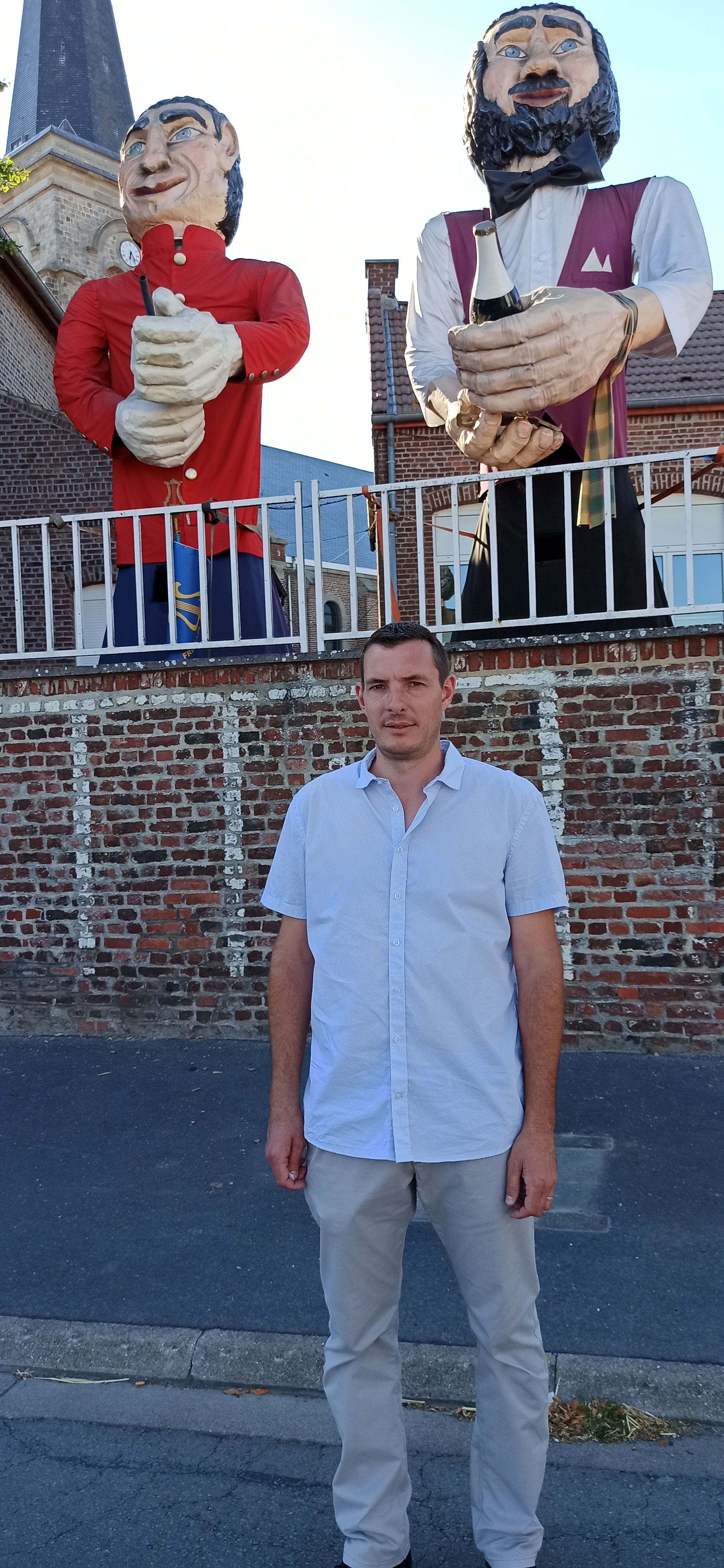
Éric Silvain.

## Population et société

### Démographie

#### Évolution démographique
L'évolution du nombre d'habitants est connue à travers les recensements de la population effectués dans la commune depuis 1793. Pour les communes de moins de 10 000 habitants, une enquête de recensement portant sur toute la population est réalisée tous les cinq ans, les populations de référence des années intermédiaires étant quant à elles estimées par interpolation ou extrapolation. Pour la commune, le premier recensement exhaustif entrant dans le cadre du nouveau dispositif a été réalisé en 2007.

En 2022, la commune comptait 906 habitants, en évolution de +2,49 % par rapport à 2016 (Nord : +0,51 %, France hors Mayotte : +2,11 %).
| 1793 | 1800 | 1806 | 1821 | 1831 | 1836 | 1841 | 1846 | 1851 |
| ---- | ---- | ---- | ---- | ---- | ---- | ---- | ---- | ---- |
| 513  | 520  | 575  | 702  | 784  | 806  | 786  | 827  | 741  |

| 1856 | 1861 | 1866 | 1872 | 1876 | 1881 | 1886 | 1891 | 1896 |
| ---- | ---- | ---- | ---- | ---- | ---- | ---- | ---- | ---- |
| 744  | 843  | 935  | 916  | 878  | 884  | 869  | 933  | 954  |

| 1901  | 1906  | 1911  | 1921 | 1926 | 1931 | 1936 | 1946 | 1954 |
| ----- | ----- | ----- | ---- | ---- | ---- | ---- | ---- | ---- |
| 1 012 | 1 023 | 1 053 | 822  | 826  | 873  | 867  | 820  | 801  |

| 1962 | 1968 | 1975 | 1982 | 1990 | 1999 | 2006 | 2007 | 2012 |
| ---- | ---- | ---- | ---- | ---- | ---- | ---- | ---- | ---- |
| 854  | 828  | 808  | 844  | 933  | 925  | 886  | 880  | 876  |

| 2017 | 2022 | - | - | - | - | - | - | - |
| ---- | ---- | - | - | - | - | - | - | - |
| 877  | 906  | - | - | - | - | - | - | - |

#### Pyramide des âges
La population de la commune est relativement jeune.
En 2018, le taux de personnes d'un âge inférieur à 30 ans s'élève à 30,2 %, soit en dessous de la moyenne départementale (39,5 %). À l'inverse, le taux de personnes d'âge supérieur à 60 ans est de 26,8 % la même année, alors qu'il est de 22,5 % au niveau départemental.
En 2018, la commune comptait 425 hommes pour 448 femmes, soit un taux de 51,32 % de femmes, légèrement inférieur au taux départemental (51,77 %).
Les pyramides des âges de la commune et du département s'établissent comme suit.
| Hommes | Classe d’âge | Femmes |
| ------ | ------------ | ------ |
| 0,0    | 90 ou +      | 0,7    |
| 4,7    | 75-89 ans    | 9,2    |
| 18,9   | 60-74 ans    | 19,9   |
| 23,5   | 45-59 ans    | 21,4   |
| 22,9   | 30-44 ans    | 18,3   |
| 12,8   | 15-29 ans    | 12,6   |
| 17,2   | 0-14 ans     | 17,8   |

| Hommes | Classe d’âge | Femmes |
| ------ | ------------ | ------ |
| 0,5    | 90 ou +      | 1,4    |
| 5,3    | 75-89 ans    | 8,1    |
| 14,8   | 60-74 ans    | 16,2   |
| 19,1   | 45-59 ans    | 18,4   |
| 19,5   | 30-44 ans    | 18,7   |
| 20,7   | 15-29 ans    | 19,1   |
| 20,2   | 0-14 ans     | 18     |

### Lieux et monuments
- Le secteur pavé Adrien Petit est un chemin pavé de 1400 mètres qui débute au nord-ouest du village de Fressain près de la chapelle et finit à l'entrée du village de Villers-au-Tertre  en face du nouveau cimetière. Ce tronçon inauguré en juin dernier, porte le nom du coureur Adrien Petit et a été emprunté par les coureurs du Tour de France lors de la 5è étape le 6 juillet 2022.

#### Galerie

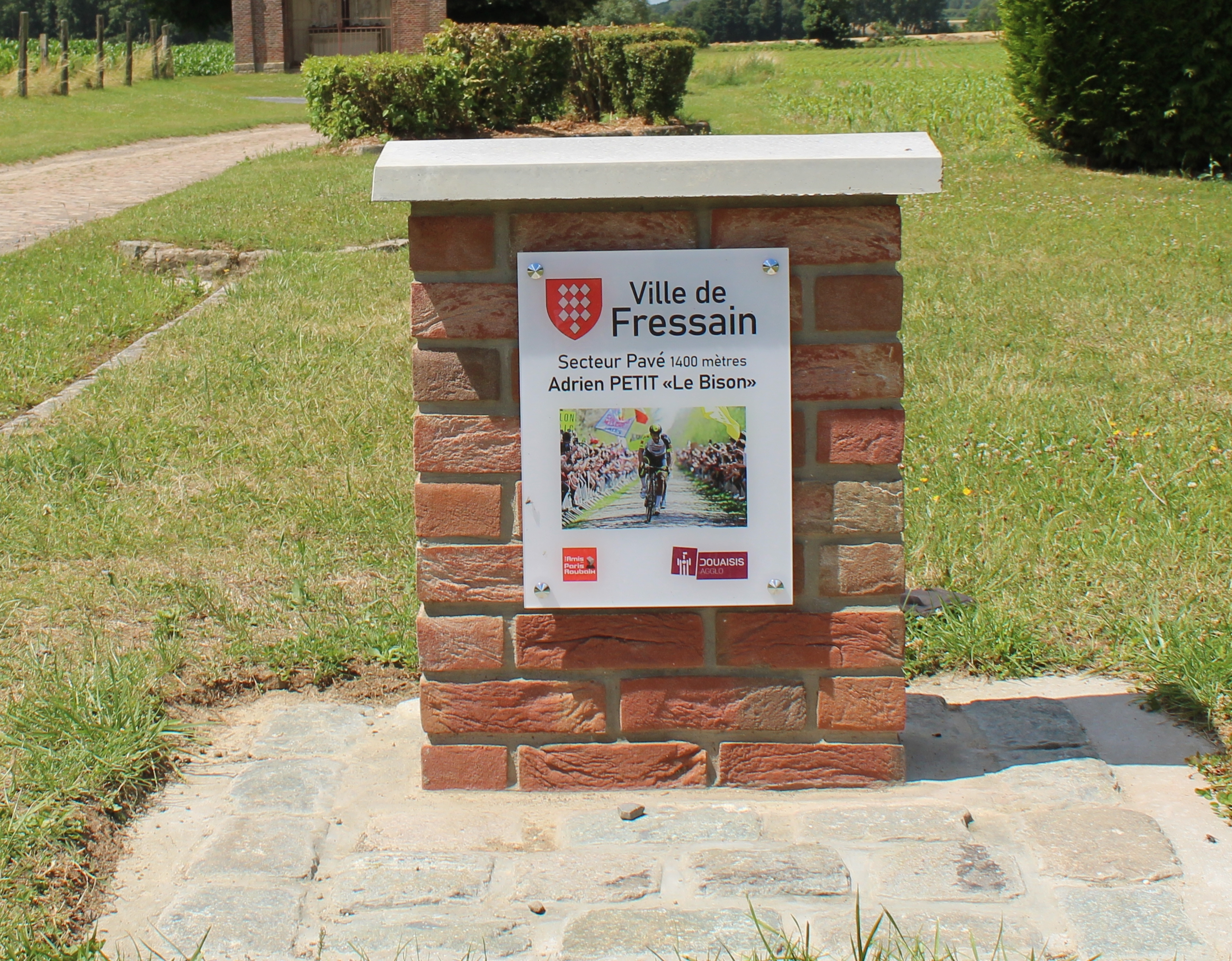
Stelle marquant l'entrée du secteur pavé.
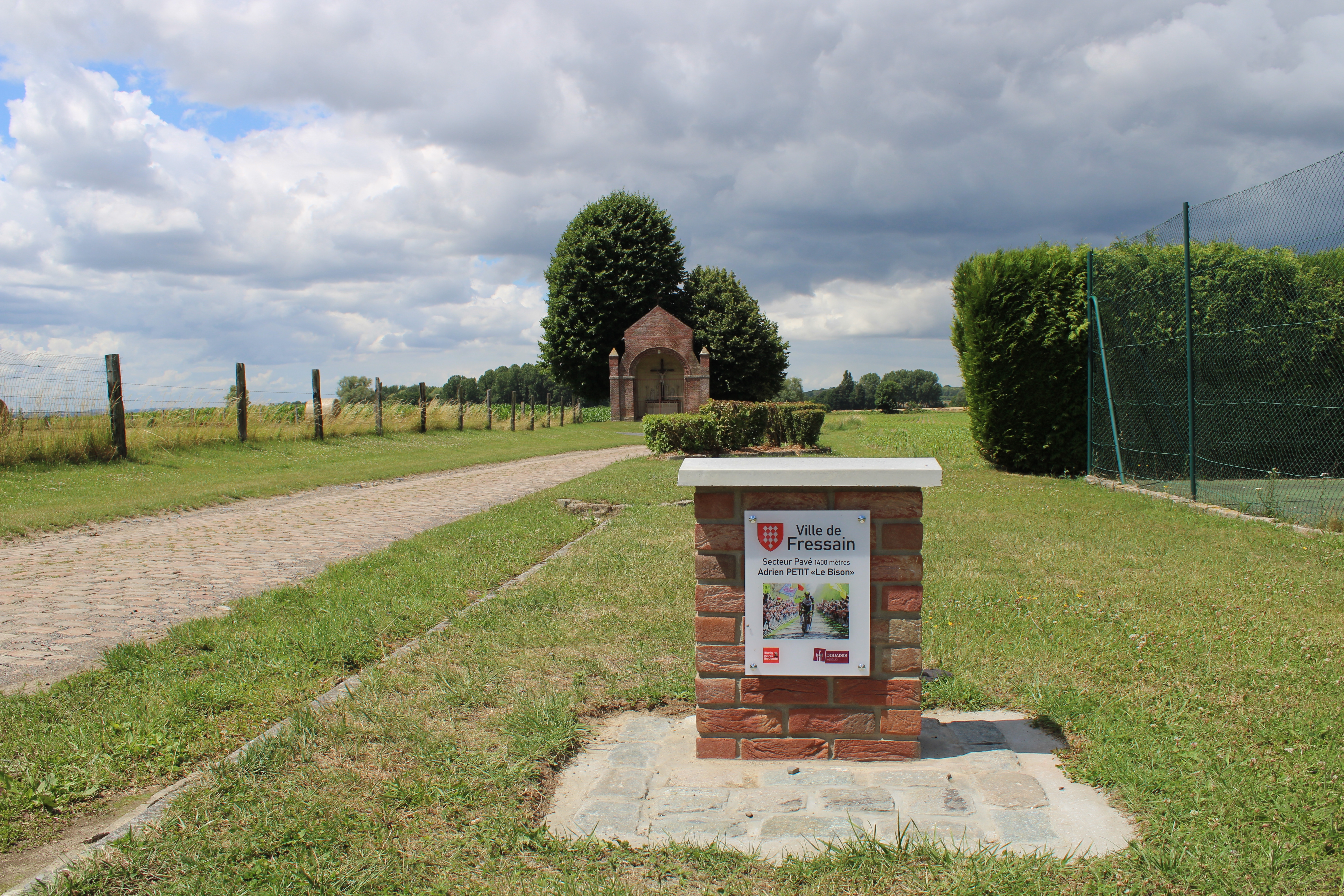
Entrée du secteur pavé.
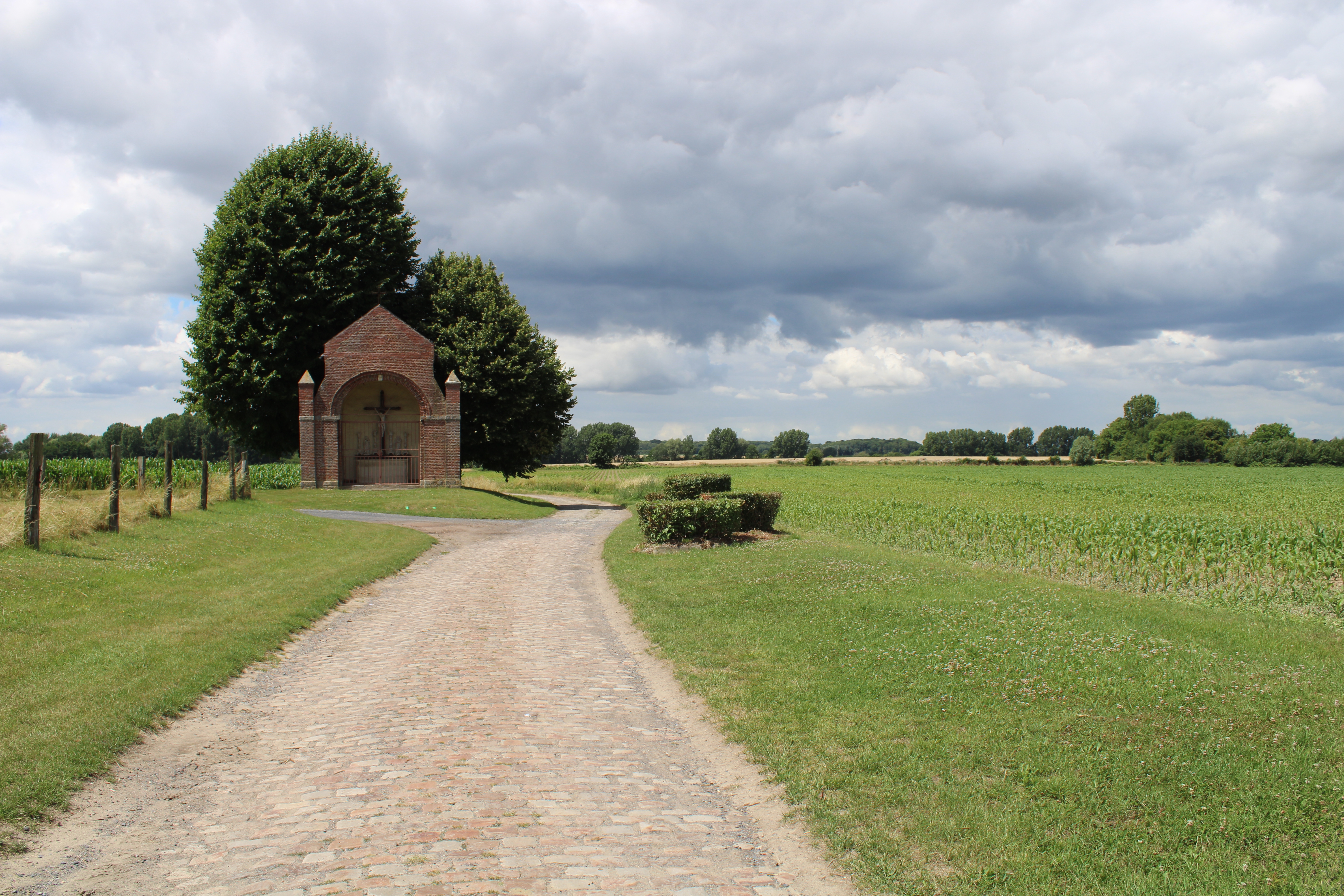
Entrée du secteur pavé et la chapelle.
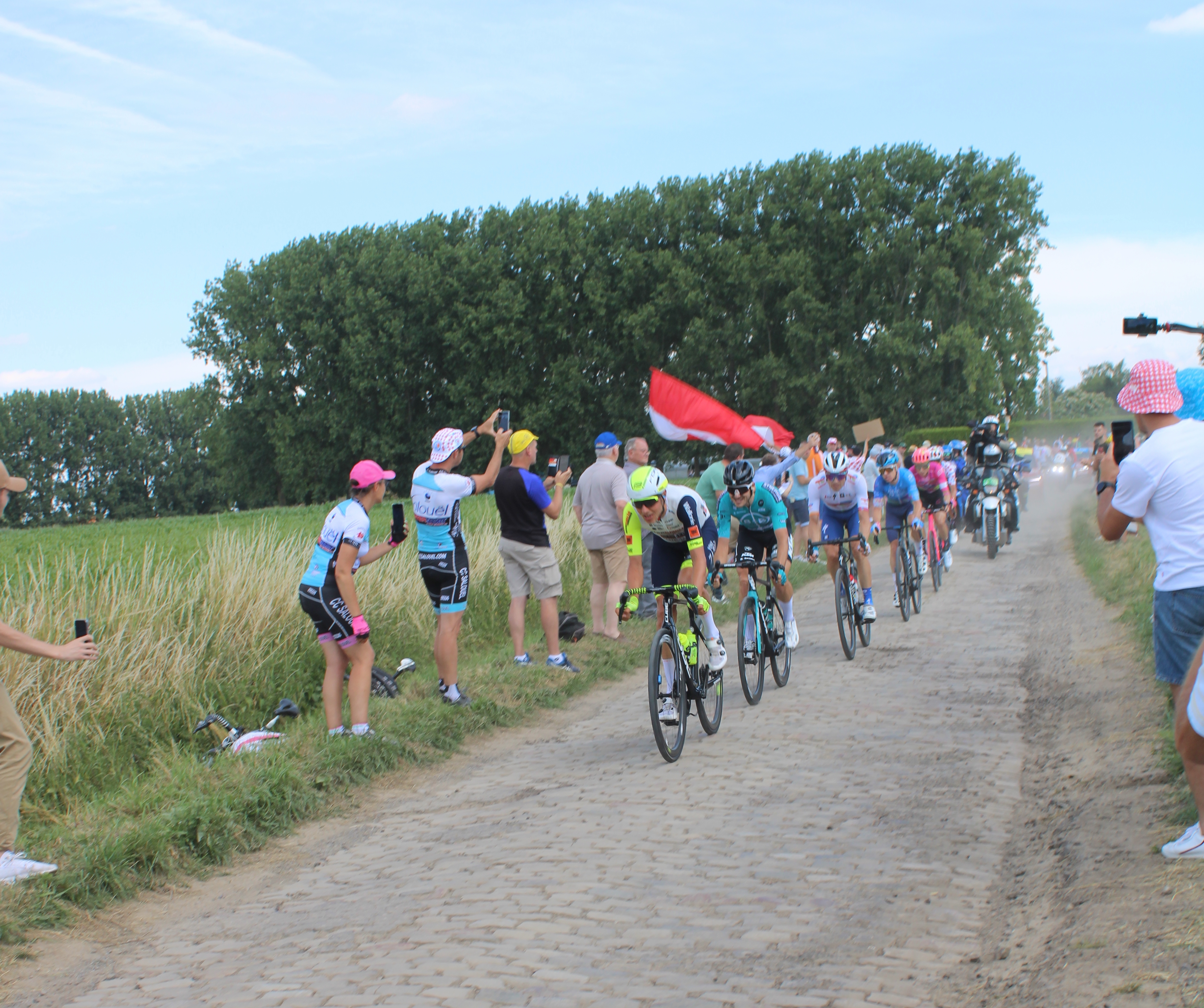
Les 6 échappés dans le secteur Adrien Petit.
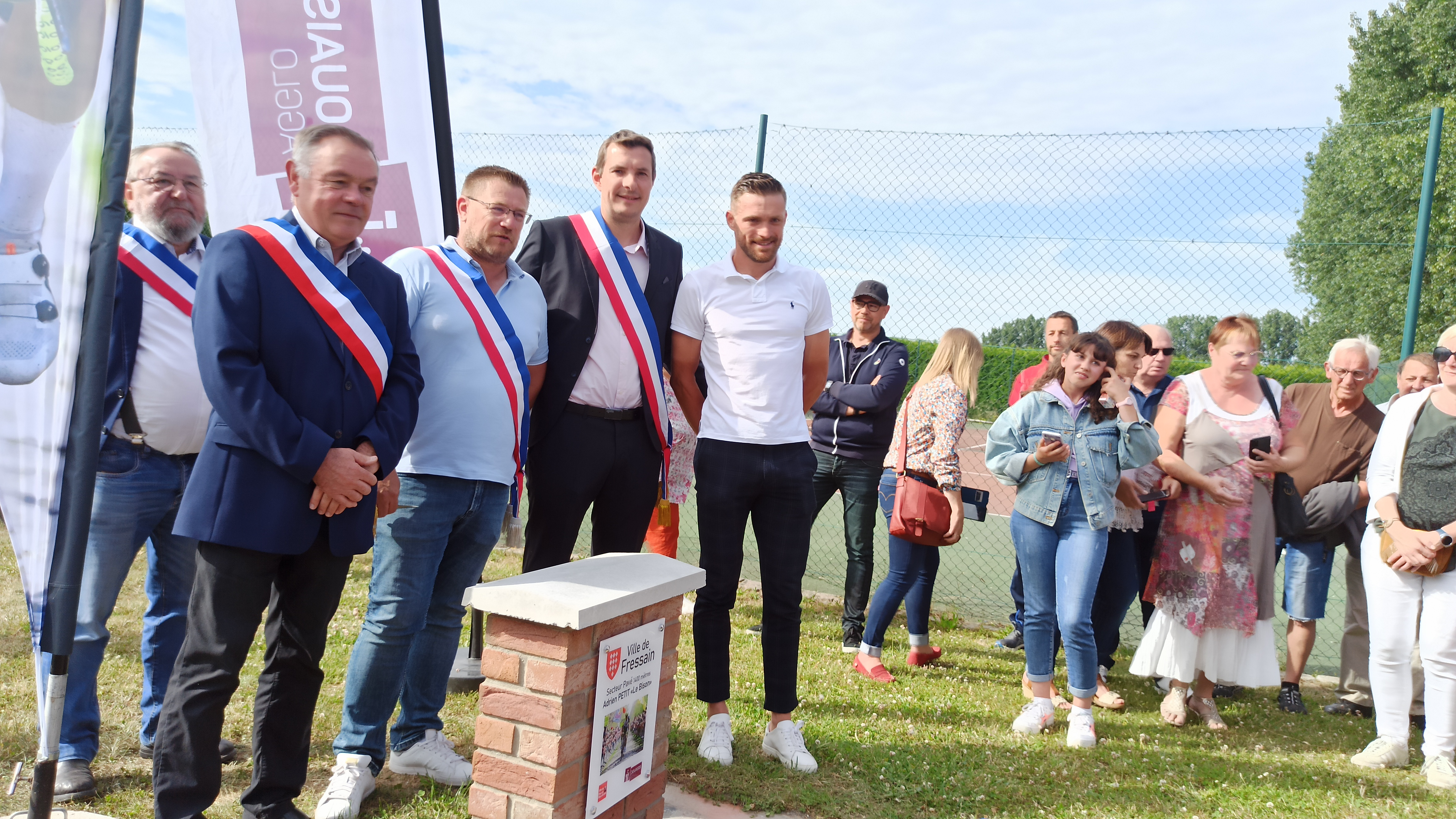
Inauguration du secteur pavé en présence d'Adrien Petit et des maires de Fressain et de Villers-au-Tertre.
- Vidéo: le passage du peloton dans le secteur pavé.

- L'église Saint-Georges.
- La grotte Notre-Dame de Lourdes.
- La chapelle.
- Le monument aux morts situé près de l'église Saint-Georges. Il est surmonté de la statue La Victoire en chantant, réalisée par Charles Édouard Richefeu.

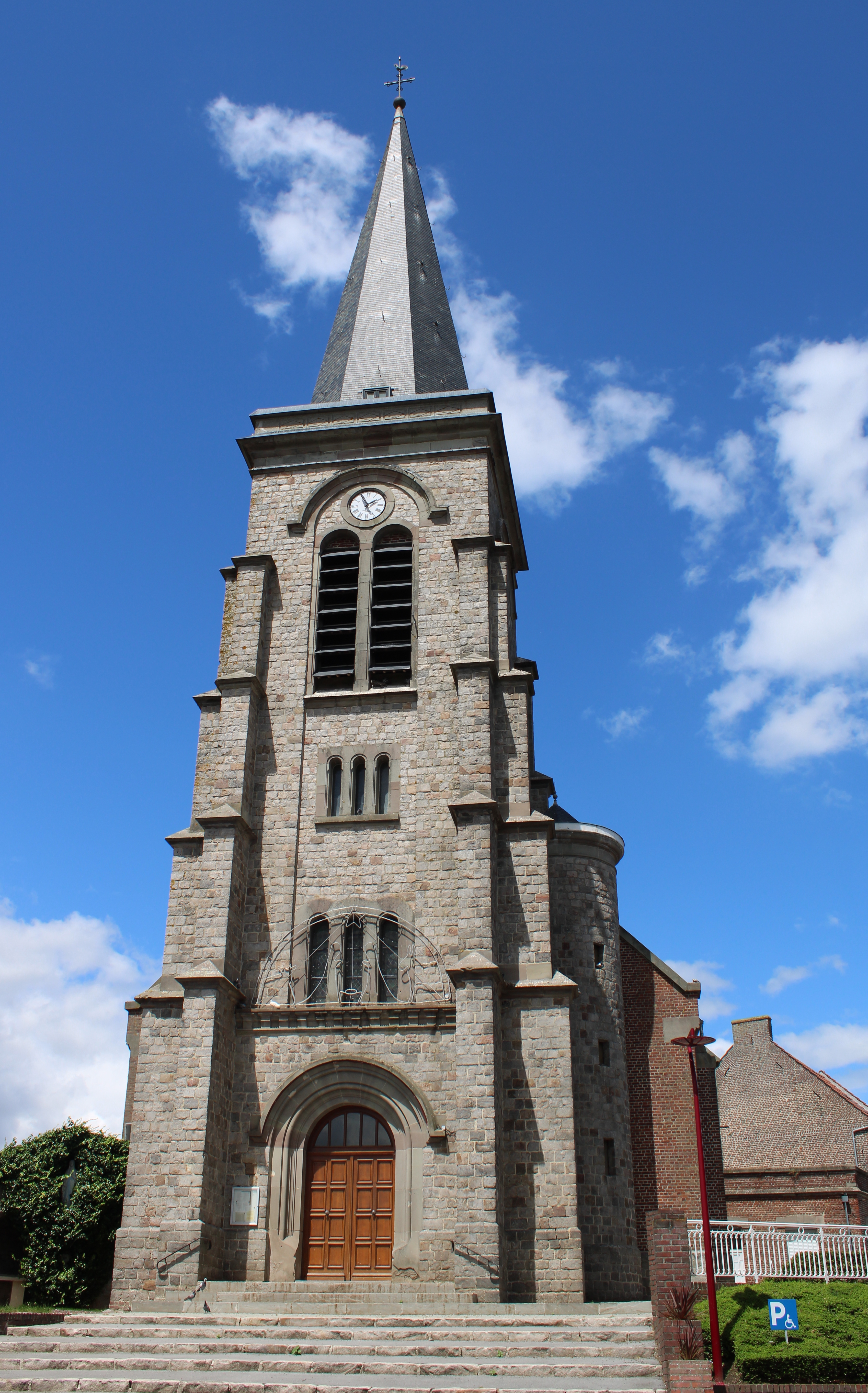
La façade de l'église.
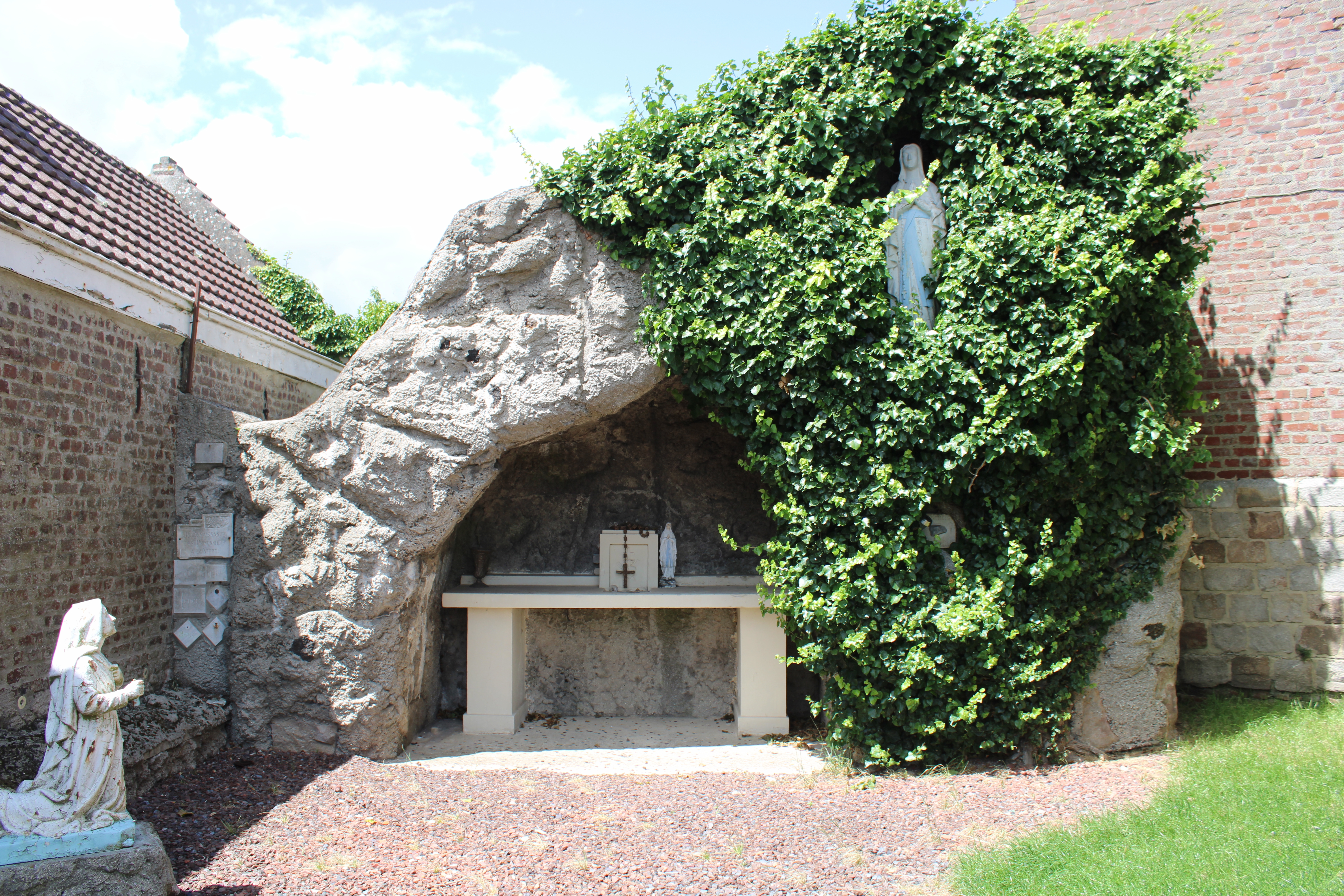
La grotte Notre-Dame de Lourdes à gauche de l'église.
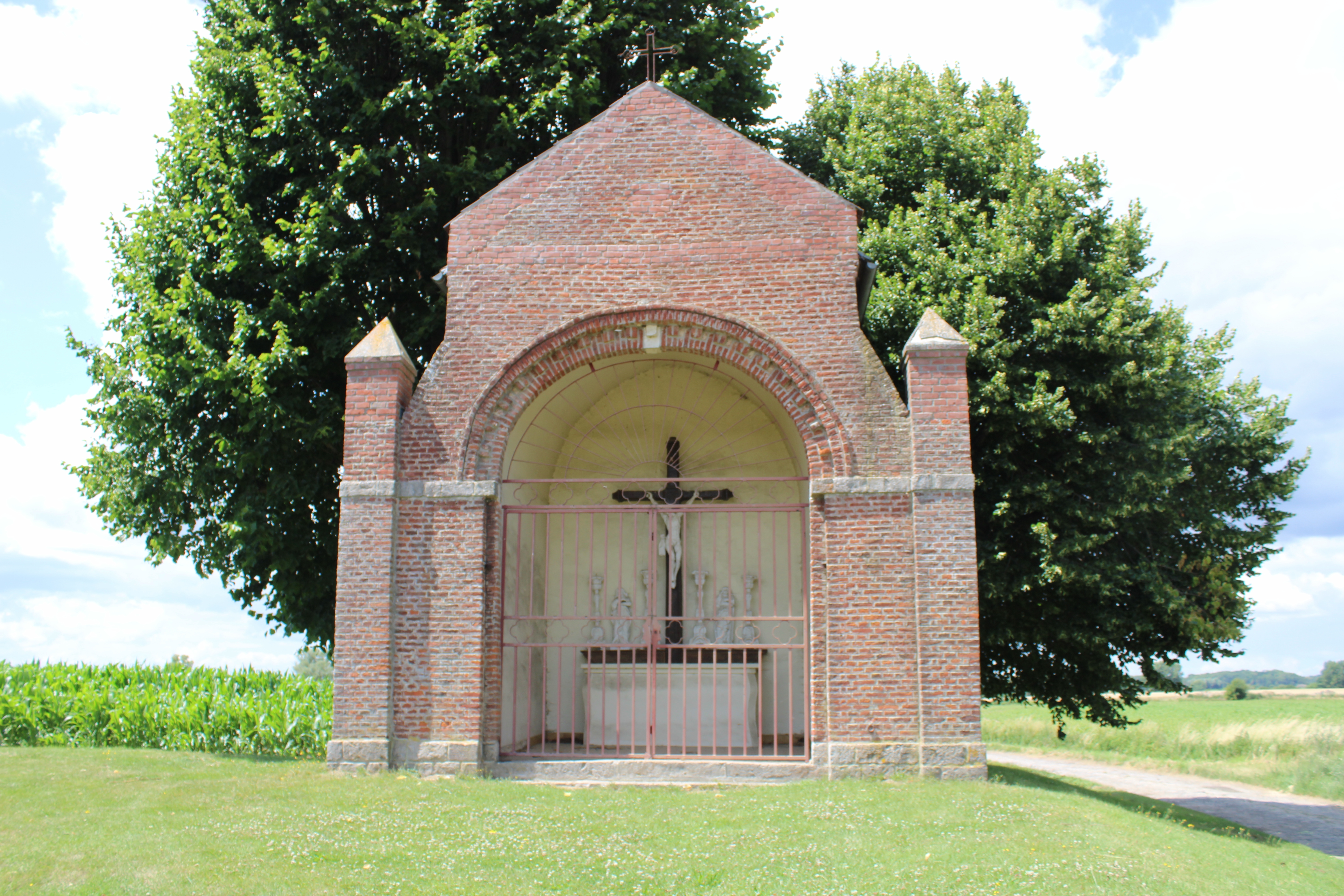
La chapelle.
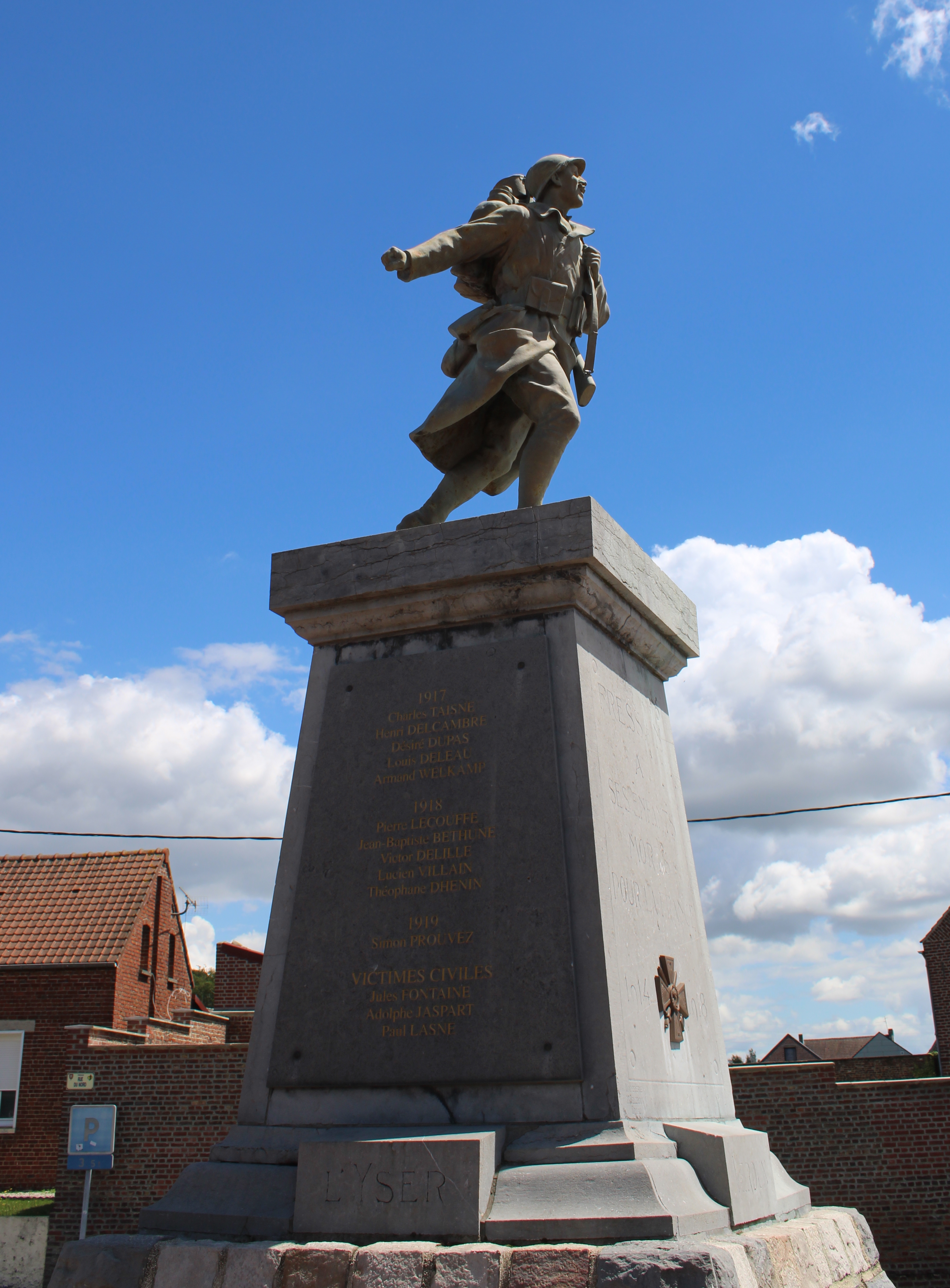
Le monument aux morts.

## Folklore
Fressain a pour géants Ignace, Barnabé, Laurel et Hardy.

### Événement Passage de la caravane duTour de Francele 6 juillet 2022

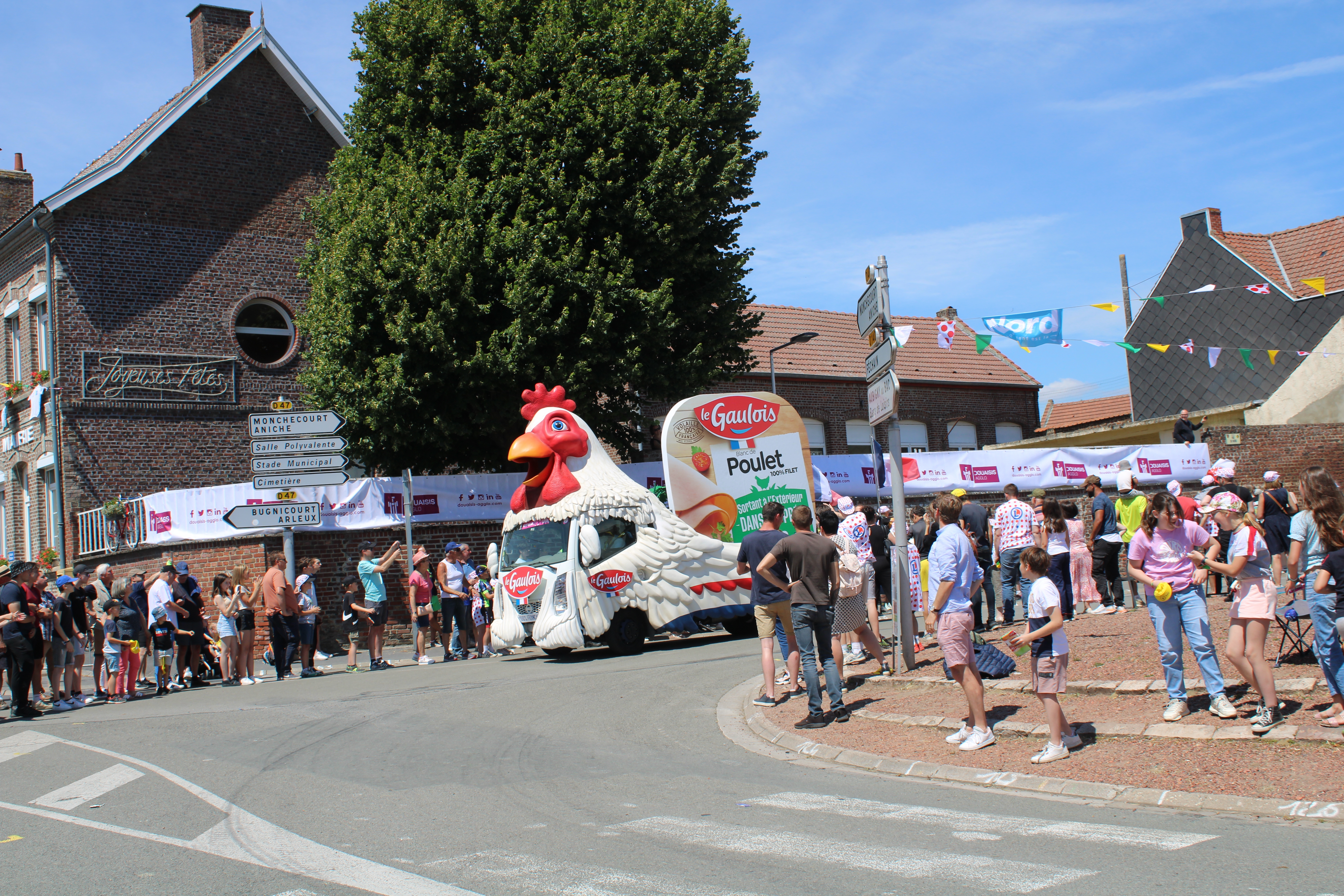
Passage de la caravane.
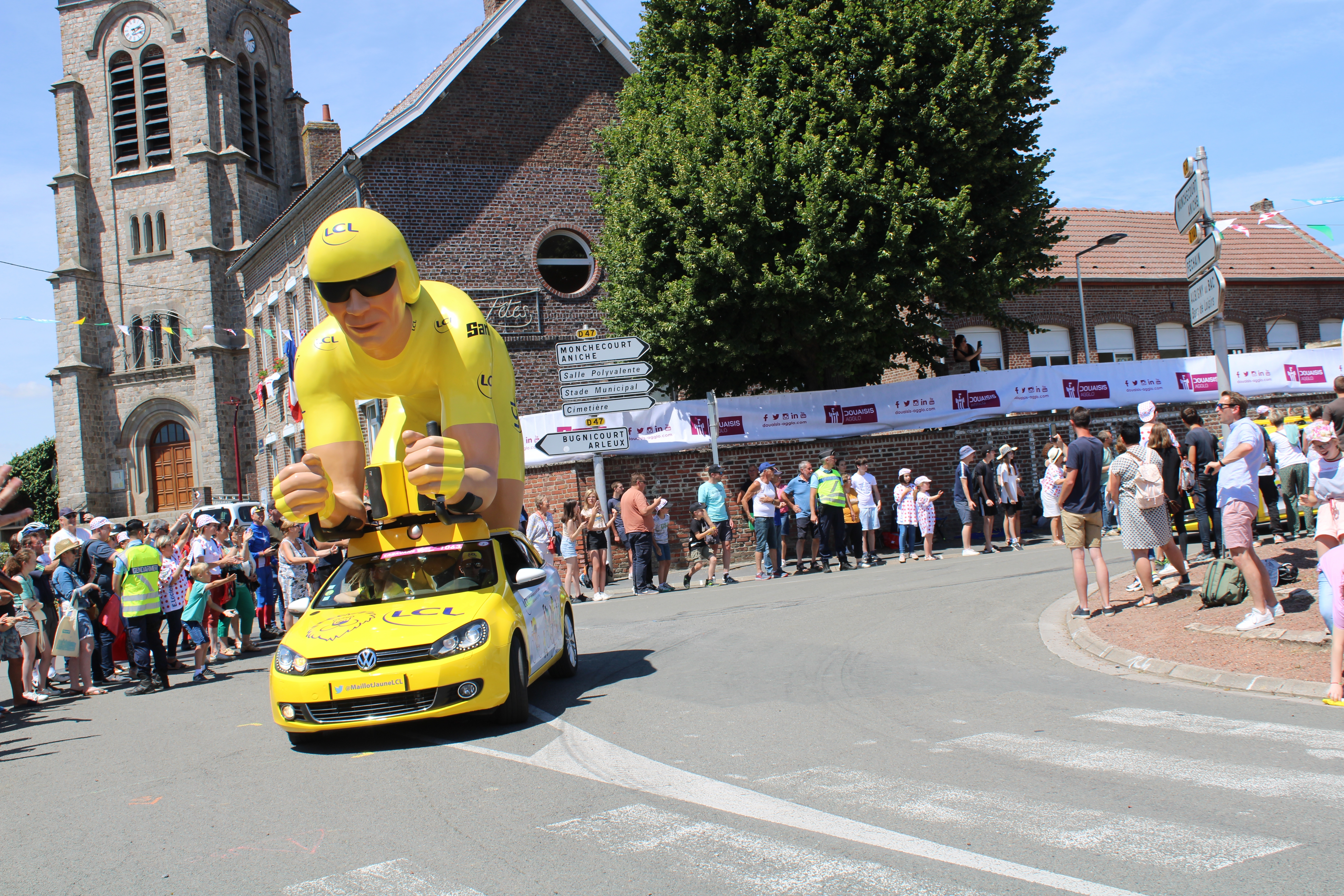
Passage de la caravane.
- Vidéo caravane Cochonou.
- Vidéo caravane Haribo.

## Pour approfondir